# Reisziekte
Reisziekte (of kinetosis), ook wel visueel geïnduceerde bewegingsziekte genoemd, is geen echte ziekte maar een symptoom dat optreedt tijdens het zien van beweging. Het is een reactie van het menselijk lichaam op iets abnormaals, met name een afwijking tussen wat het lichaam verwacht en wat er werkelijk gebeurt.

## Vormen
Er zijn verschillende vormen; de bekendste zijn wagenziekte en zeeziekte. De schommelbeweging tijdens het vervoer met bijvoorbeeld een auto, een boot of een vliegtuig is de oorzaak. Zeeziekte komt bijvoorbeeld voor wanneer een schip over de lengte- en breedte-as beweegt bij ruwe zee. De signalen van het evenwichtsorgaan en de waargenomen horizon komen niet meer met elkaar overeen. Wagenziekte kan voorkomen als men een lange auto- of busreis moet maken, bijvoorbeeld om naar een verre vakantiebestemming te gaan. Ook als men bijvoorbeeld een boek leest in een auto kan wagenziekte optreden.
Wie er gevoelig voor is kan met elk vervoermiddel dat schommelt ziek worden, dus ook tijdens het berijden van dieren of tijdens een ritje in een bewegende attractie zoals theekopjes of achtbaan. Bewegingsziekte kan ook optreden door te kijken naar films die zijn opgenomen met een niet-stilstaande camera of bij het spelen van sommige videospellen.

## Symptomen
- Draaiduizeligheid
- Misselijkheid en braken, vergrote speekselproductie
- Vermoeidheid
- Hoofdpijn
- Zweten, bleekheid

## Mechanisme
Bewegingsziekte ontstaat door een visueel-vestibulair conflict, met name door een tegenstrijdige input van de zintuigen. De hersenen krijgen informatie over beweging en positie van drie systemen: het evenwichtsorgaan in het binnenoor, de ogen en de proprioceptieve zintuigen (de informatie van spieren en gewrichten in vergelijking met de positie van het eigen lichaam). Met die informatie maakt ons brein een interne voorstelling van wat er aan de gang is, zoals in de auto rijden of op een boot varen. Bij bewegingsziekte komen de signalen van het evenwichtsorgaan en de waargenomen horizon komen niet meer met elkaar overeen.

## Medicatie
- Doeltreffende medicijnen tegen reisziekte zijn antihistaminica. Een combinatie van cinnarizine dat het evenwichtsorgaan beïnvloedt, en dimenhydrinaat dat voornamelijk in de hersenstam en de kleine hersenen actief is, is effectief. Beide stoffen voorkomen symptomen van misselijkheid, maar hebben ook bijwerkingen zoals slaperigheid, vermoeidheid en een droge mond. De combinatie is alleen op voorschrift verkrijgbaar. Ze dient voorafgaand aan de reis te worden ingenomen.
- Pleisters met scopolamine die op de huid worden gekleefd worden ook gebruikt tegen reisziekte. Deze zijn in niet België verkrijgbaar, maar wel in Nederland. Scopolamine is een stof die de prikkels naar het braakcentrum blokkeert. De werking van deze stof is al lang bekend, ze werd bijvoorbeeld voor de landing in Normandië op D-day aan de soldaten gegeven tegen zeeziekte. Ook ruimtevaarders gebruiken het. Pleisters met scopolamine zijn effectiever dan tabletten.[1]

## Tips
- Eten van gember of kauwgom met munt- of gembersmaak stimuleert de werking van maag en darmen en vermindert de kans op reisziekte.
- Reisziekte kan worden beperkt door recht naar voren te kijken in de richting waarin het voertuig gaat of de ogen op een punt naar buiten te richten. Lezen of naar een scherm kijken versterkt het niet welbevinden. Het aannemen van een liggende houding kan verbetering geven.
- Over het algemeen geldt dat bij elke handeling waarbij de persoon met klachten zelf actief de besturing overneemt van zijn auto, van de boot, of het voertuig de klachten flink afnemen. De persoon wordt dan feitelijk gedwongen zich beter op de omgeving te oriënteren en om actief te anticiperen op komende bewegingen. Door dit te doen neemt de discrepantie tussen wat iemand voelt en wat iemand ziet af, waardoor ook de reisziekte afneemt.
- Voeding: Aangeraden wordt voorafgaande aan een reis goed te eten. Voor onderweg wordt lichte, niet vette voeding geadviseerd.
- Uitgerust aan een reis beginnen en tijdens een lange auto- of busreis regelmatig tussentijds stoppen helpt reisziekte tegen te gaan. Doorgaans begint een getroffene op te knappen zodra de beweging stopt; Bij sommigen kan een malaisegevoel echter nog urenlang aanhouden.
- Acupressuurbandjes drukken op een bepaalde 'meridiaan' van de pols tijdens het reizen. De werking is niet wetenschappelijk bewezen, het dragen van zo'n bandje zorgt mogelijk voor een placebo-effect. Uit studies zou zijn gebleken dat diegenen die een bandje om de pols hadden significant minder last hadden van reisziekte dan diegene die niets rond de pols hadden.[bron?]

Over het algemeen hebben kinderen vaker last van reisziekte dan volwassenen: men kan eroverheen groeien.

## Dieren
Ook dieren kunnen last van reisziekte hebben. Golven kunnen het evenwichtsorgaan van koeien, schapen, honden of varkens net zo goed ontregelen als dat van mensen. Niet alle dieren reageren echter hetzelfde bij reisziekte. Honden kunnen tijdens een autorit erg misselijk worden. Dit gaat meestal gepaard met braken, speekselen, rusteloosheid en opgewondenheid. Pony’s en paarden daarentegen kunnen niet overgeven vanwege de sterke sluitspier tussen slokdarm en maag. Ook ratten, konijnen en andere knaagdieren braken nooit.